# Histidina
Histidina (abreviadamente, His ou H) é um aminoácido essencial. As proteínas são constituídas a partir de  20 aminoácidos padrão, chamados de α-aminoácidos, já que, com exceção da prolina, apresentam um grupo amino primário e um grupo carboxila ligado ao mesmo átomo de carbono.  A histidina tem como cadeia lateral o imidazol e é um dos cinco aminoácidos que apresenta cadeia lateral carregada. Dos α-aminoácidos, apenas a histidina ioniza nos valores fisiológicos de pH, já que tem o pKr = 6,0. Quando em pH = 6,0, seu grupo lateral imidazol está 50% carregado, assim a His é neutra nos valores fisiológicos de pH. Consequentemente, as cadeias laterais da histidina participam das reações catalizadas por enzimas. Foi descoberta, ao mesmo tempo mas independentemente, por Albrecht Kossel e  Sven Hedin, em 1896.
Pode ser sintetizada por  bactérias, fungos e plantas. Humanos adultos também podem produzi-la, mas as crianças não..  
A histidina é um precursor da histamina - neurotransmissor produzido pela descarboxilação da histidina.
Seu neurorreceptor é dividido em H1, H2 e H3. Uma quantidade reduzida de H3  causa sono.